# Siriella vulgaris
Siriella vulgaris är en kräftdjursart som beskrevs av Hansen 1910. Siriella vulgaris ingår i släktet Siriella och familjen Mysidae. Inga underarter finns listade i Catalogue of Life.